# أنظمة إلبيط (شركة)
شركة أنظمة إلبيط (بالعبرية: אלביט מערכות) ''إلبيط معرخوت'' (بالإنجليزية: Elbit Systems إلبيت سستمز) هي شركة عامة عالمية مقرها في إسرائيل. تأسست في 1996. يقع مقرها في حيفا المحتلة.

## منتجات
- طائرة التجسس بدون طيار سكايلارك 1.

## وصلات خارجية
- الموقع الإلكتروني

## أتفاقيات جديدة

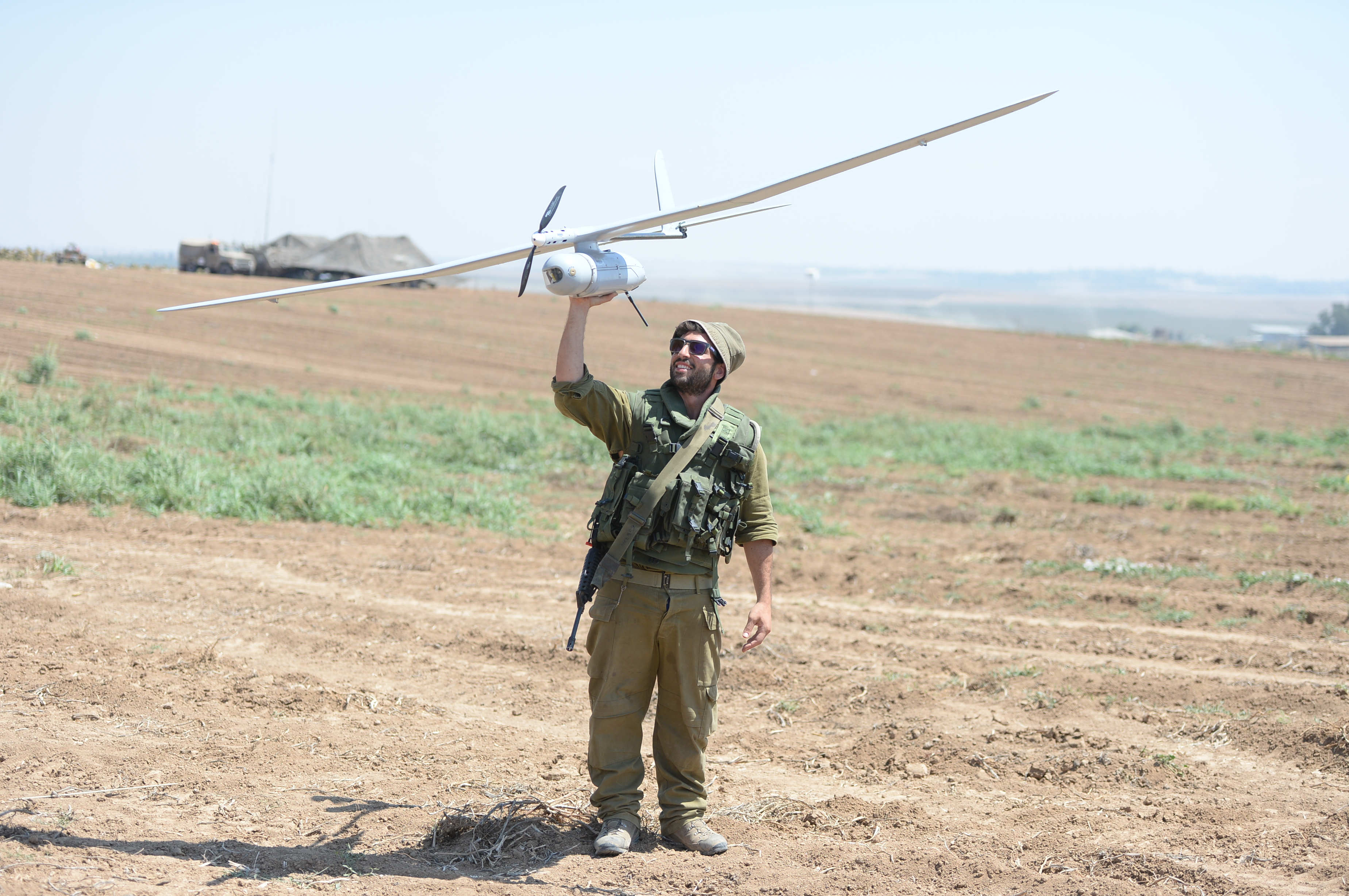
جندي إسرائيلي يحمل طائرة الإستطلاع سكايلارك 1 من صنع شركة انظمة إلبيت

في 8 يناير 2025، أعلنت شركة "إلبيت سيستمز" (Elbit Systems)، إحدى أكبر الشركات الإسرائيلية الخاصة العاملة في مجال الصناعات الدفاعية، عن توقيع صفقتين استراتيجيتين مع وزارة الدفاع الإسرائيلية. تهدف هذه الاتفاقيات إلى تعزيز الاستقلالية في الإنتاج المحلي وتحسين القدرات العسكرية الإسرائيلية. يأتي هذا الإعلان في سياق تحفظ بعض الدول الغربية على تصدير الأسلحة لإسرائيل بسبب العمليات العسكرية في قطاع غزة.

## وضع الشركة على قائمة الشركات المستثمرة في الإبادة الجماعية في فلسطين
في تقريرمقررة الأمم المتحدة الخاصة المعنية بحالة حقوق الإنسان في الأرض الفلسطينية المحتلة فرانشيسكا ألبانيزي،  الذي نُشر في 30 حزيران/يونيو 2025، بعنوان ”من اقتصاد الاحتلال إلى اقتصاد الإبادة الجماعية“، أدرجت أنظمة ألبيط كإحدى الشركات الرئيسية إلى جانب 60 شركة متواطئة في العمليات العسكرية والاستعمارية الاستيطانية الإسرائيلية.  ويسلط التقرير الضوء على دور شركة إلبيت في تطوير وتوريد الطائرات بدون طيار المستخدمة في المراقبة والضربات ضد الفلسطينيين.